# Polichóralność
Polichóralność (inaczej: technika cori spezzati, technika polichóralna, technika wielochórowa, styl polichóralny) – technika kompozytorska stosowana głównie w okresie renesansu i baroku, polegająca na dialogowaniu między sobą dwóch lub więcej chórów (a cappella lub z towarzyszeniem zespołów instrumentalnych).
Technika ta powstała wśród kompozytorów szkoły weneckiej na przełomie XVI i XVII wieku, a jej rozwój związany jest z układem architektonicznym Bazyliki św. Marka w Wenecji, posiadającej dwoje organów w przeciwległych miejscach.
Za prekursora tej techniki uważa się Adriana Willaerta, choć istnieją przesłanki, że wcześniej pojawiła się już w Padwie i Weronie. W szkole weneckiej rozwinęli ją Andrea Gabrieli i Giovanni Gabrieli, w szkole rzymskiej Orazio Benevoli (uprawiał ją też Mikołaj Zieleński), następnie już w okresie baroku uprawiali ją m.in. Michael Praetorius, Heinrich Schütz, Philipp Dulichius, Jan Sebastian Bach, Georg Friedrich Händel.